# Bråvalla flygflottilj
Bråvalla flygflottilj (F 13) eller F 13 Norrköping var en flygflottilj inom svenska flygvapnet som verkade i olika former åren 1943–1994. Förbandsledningen var förlagd vid Bråvalla flygplats i Norrköpings garnison.

## Historik
Under början av 1940-talet arbetade den dåvarande flygvapenchefen Bengt Nordenskiöld intensivt med att få till flera jaktflottiljer. Bland Norrköpings näringspolitiska liv ansågs det viktigt för Norrköping, som då var en viktig industristad, att få en jaktflottilj knuten till staden. År 1941 rekognoscerades ett område vid Sörby gård i Bråvalla som ett alternativ till en fjärde jaktflottilj. Genom försvarsbeslutet 1942 beslutades det att sätta upp en flottilj i Norrköping, och delar av gårdarna Knivberga, Ringstad och Sörby köptes för att bereda mark för flottiljen. Flottiljen som sattes upp den 1 juli 1943 gavs namnet Kungliga Bråvalla flygflottilj, ett sätt att anknyta till slaget vid Bråvalla som kanske stod i trakten 750. Flottiljens första chef blev Lage Thunberg, som vid tidpunkten för tillträdet var major i Flygvapnet. Flygplansflottan som tillfördes flottiljen bestod till en början två flygplan, en Gloster Gladiator (J 8) och en Sparmann S 1-A (P 1). Några andra flygplan fanns inte vid denna tid att tillgå. Istället kom flottiljen ett år senare att beväpnas med en fulltalig flygdivision Fiat CR.42 Falco (J 11). J 11:orna börjades ersättas under 1944 med det helsvenska flygplanet FFVS J 22 (J 22). Hösten 1945 hade flottiljen tre fulltaliga flygdivisioner med det nya flygplanet. Slutet av 1940-talet var en händelserik period för flottiljen. År 1946 blev man som första flygflottilj i Sverige som gick in i den så kallade jetåldern. J 22:orna byttes då ut mot 70 de Havilland DH 100 Vampire (J 28A), vilka levererades till flottiljen fram till augusti 1947. Som en parentes kan nämnas att det dröjde ända till 1949 innan någon annan flottilj tillfördes jetflygplan. År 1946 sattes sattes ett detachement upp på Gotland, det som 1956 kom att bli F 13G. Från 1948 kom flottiljen att ingå i jakteskadern Tredje flygeskadern (E 3). Vid den här tiden hade F 13 blivit en av Flygvapnets största flottiljer.
Under hösten 1951 började J 28:orna byttas ut mot J 29 Tunnan, vilken kom att vara i tjänst på flottiljen fram till 1961. Den 8 mars 1960 anlände flottiljens första J 35 Draken till Norrköping, vilken kom att vara i tjänst vid F 13 fram till den 18 februari 1981.
I samband med att regeringen Palme presenterade sin proposition 1975:75, föreslogs en avveckling av två flottiljadministrationer, Södermanlands flygflottilj (F 11) och Kalmar flygflottilj (F 12). Bakgrunden var att Försvarets fredsorganisationsutredning (FFU) i januari 1971, fått i uppdrag att utreda om hur flygvapnets fredsorganisation från mitten av 1980-talet skulle kunna anpassas till krigsorganisationens utveckling. Att flottiljen skulle avvecklas var en självklarhet, då FFU främst av operativa och beredskapsskäl ansåg att spaningsdivisionerna skulle omfördelas på andra flottiljer. Och de flygplan som flottiljen var beväpnad med, S 32 Lansen och S 35 Draken, skulle under 1980-talet ersättas med SH/SF 37 Viggen. Det ansågs även att flygspaningen då skulle kunna lösas på tre flygdivisioner, istället för mot de fem spaningsflygdivisionerna som då fanns inom Flygvapnet. Som kompensation till Nyköping kommun, hade Försvarets fredsorganisationsutredning utrett en flytt av Bråvalla flygflottilj (F 13) till Nyköping. Dock skulle investeringskostnaderna bli betydligt större i Nyköping, jämfört med att behålla flottiljen i Norrköping. Vidare var F 13 tillsammans med F 16 i Uppsala de enda återstående aktiva flygflottiljerna med berghangarer, vilket var ett starkt operativt och ekonomiskt skäl för att F 13 skulle kvarstå i Norrköping. År 1975 beslutade riksdagen att Södermanlands flygflottilj skulle avvecklas senast den 30 juni 1980. Genom det beslutet tog F 13 steget in i Viggen-eran 1976, då spaningsverksamheten från F 11 överfördes till Norrköping. Den 1 oktober 1976 landade flottiljens första Viggen, och flottiljen första flygdivision, Martin Röd, omskolades till en spaningsdivision beväpnad med SF 37 Viggen och SH 37 Viggen. Från denna tidpunkt blev flottiljen en blandflottilj. År 1978 avvecklades en av flottiljens jaktflygdivisioner. Den kvarvarande jaktflygdivisionen påbörjade en omskolning från J 35 till JA 37, som var helt genomförd i februari 1981. En vidare konsekvens av avvecklingen av F 11 i Nyköping var att Flygvapnets underrättelseskola (FV UndS) behövde ny förläggningsort. Efter en inventering av lämpliga platser föll valet på ny lokalisering i Norrköping. Den 1 juli 1980 omlokaliserades skolan tillsammans med Spanings- och underrättelsedetaljen vid Första flygeskadern (E 1) till Bråvalla. Lokalerna till enheterna stod färdiga i maj 1982 och fick namnet "37".
Inför 1992 års försvarsbeslut föreslog Överbefälhavaren i sin programplan att avveckla Bråvalla flygflottilj (F 13). Avvecklingen skulle inledas den 1 juli 1992. Vidare enligt ÖB:s förslag skulle spaningsdivisionen avvecklas, och divisions- och kompaniresurserna omfördelas till övriga AJS 37-divisioner inom Flygvapnet. Jaktdivisionen skulle överföras till Upplands flygflottilj (F 16), men kvarstå vid Bråvalla som detachement till F 16. Flygverksamheten på Bråvalla skulle sedan avvecklas när koncession för utökad flygning vid övriga flottiljerna förelåg. Inriktningen var enligt förslaget att F 16 detachement Bråvalla skulle vara avvecklat senast den 30 juni 1997. Dock ansåg regeringen att denna övergångslösning inte skulle innebära någon effektivisering, och att förslaget inte skulle förverkligas. Den 3 juni 1992 godkände riksdagen regeringens proposition gällande försvarsbeslutet 1992, och med det beslutades en avveckling av F 13, vilken skulle vara helt genomförd den 30 juni 1994.
Avvecklingen av F 13 genomfördes åren 1992–1994. Enligt ÖB:s förslag var det tänkt att flottiljen skulle leva vidare som ett detachement till F 16 fram till 30 juni 1997. Men regeringen gick inte på samma linje, utan beslutade istället om en avveckling. Avvecklingen påbörjades den 1 juli 1992, och skulle vara slutförd senast den 30 juni 1994. Från den 1 juli 1994 övergick hela kasernområdet till Norrköpings kommun, medan hangarer och flygfält övergick till ett detachement till Blekinge flygflottilj (F 17) i Kallinge. Verksamhet vid flottiljen överfördes till sex flygflottiljer, där Upplands flygflottilj (F 16) övertog merparten av verksamheten, bland annat F 13 Gotland och F 13 Malmen, stridslednings- och luftbevakningsenheten, radarkompani PS-870 och versionskontor JA 37. Flygvapnets underrättelseskola överfördes till Flygvapnets Uppsalaskolor (F 20). Spaningsflygdivisionen överfördes till Skånska flygflottiljen (F 10), jaktflygdivisionen och simulatorn för JA 37 överfördes till Blekinge flygflottilj (F 17) i Kallinge. Andra verksamheter och uppgifter övertogs Skaraborgs flygflottilj (F 7) i Såtenäs, Hälsinge flygflottilj (F 15) i Söderhamn och Norrbottens flygflottilj (F 21) i Luleå.
Torsdag den 30 juni 1994 hölls en avskedsceremoni där flottiljchefen Göte Pudas och stabschefen Åke Renåker överlämnade nycklarna till kommunfullmäktiges ordförande Nanna Nilsson (m). Närvarande vid ceremonin var även dåvarande Chefen för Flygvapnet Lars-Erik Englund. Vid ceremonin avtäcktes en minnessten framför kanslihuset. Den 30 juni 2014 högtidlighöll F 13:s kamratförening 20-årsdagen sedan avvecklingen, genom en ceremoni vid det före detta kanslihuset. Fanvakten ur 31. livgrenadjärbataljonen med Hemvärnets musikkår närvarade tillsammans med flottiljens sista chef överste Göte Pudas, Helikopterflottiljens chef överste Peder Söderström och kommunalrådet Lars Stjernqvist. Vidare hedrade Skaraborgs flygflottilj (F 7) flottiljens minne, genom en överflygning över Bråvalla med en rote JAS 39C Gripen.
Den 28 november 2018 medaljerades Roger Möller och Krister Sjöberg från Bråvalla flygflottilj (F 13) och Bo Ignell och Lars-Erik Blad från Västgöta flygflottilj (F 6) med Air Medal av det amerikanska flygvapnet vid en ceremoni på det amerikanska residenset i Stockholm. Det efter att de fyra piloterna den 29 juni 1987 bistod ett amerikanskt spaningsflygplan av typen SR-71 Blackbird som fått motorhaveri över Östersjön.

### Viktigare årtal
- 1943: Flottiljen bildas den 1 juli.
- 1956: Flottiljen sätter upp ett detachement på Gotland.
- 1957: Flottiljen tillförs sektoransvar för sektor O1 och G1.
- 1959: Flottiljens berghangar, Flygvapnets femte, tas i bruk.
- 1960: Flottiljen tillförs J 35 Draken.
- 1962: Flottiljen tillförs och sätter upp en robotdivision.
- 1965: Flottiljens två sektorer sammanslås till sektor O1.
- 1972: Flottiljen är i mars med ett antal J 35 på vänskapsbesök i Sovjetunionen.
- 1974: Flottiljen övertog den 1 juli Malmslätt-etablissemanget.
- 1976: Flottiljen tillförs SH 37 Viggen.
- 1976: Martin Röd omorganiseras till en spaningsdivision.
- 1977: Flottiljen tillförs SF 37 Viggen.
- 1978: Martin Gul samt robotdivision avvecklas.
- 1980: Flottiljen tillförs JA 37 Viggen.
- 1981: Flygvapnets underrättelseskola (FV UndS) lokaliseras till F 13.
- 1981: Flottiljen blir en normalflottilj, då sektoransvaret överförs till F 16 Uppsala.
- 1983: överfördes radargruppcentralen i sektor O5 (Rrgc Björnen) i Grödinge till F 13:s strilbataljon.[18]
- 1985: Flottiljens kamratförening bildas.
- 1986: Flottiljen övertog den 1 juli Tullinge-etablissemanget.
- 1991: Anpassning till JAS 39 Gripen av flottiljens berghangar var färdig.
- 1992: Den 3 juni beslutar riksdagen att flottiljen ska avvecklas.
- 1993: Den 30 juni upphörde flygverksamheten vid flottiljen.
- 1994: Den 30 juni avvecklades F 13 som myndighet.

## Verksamhet

### Nationell verksamhet
Utöver den verksamhet som bedrevs i Norrköping, bemannade och understödde flottiljen verksamhet även på andra orter. Bland annat genom vissa krigsflygbaser där det i fredstid fanns en bastropp stationerad. Men även flottiljer som lades ned och övergick som detachement till F 13. Antalet detachement har varierat genom åren, totalt hade F 13 femton olika detachement, vilka fanns från norra Småland i söder till Mälaren i norr och från Värmland i väster till Gotland i öster, och var aktiva vid olika tidpunkter. Vid beslutet var flottiljen Flygvapnets största och modernaste förband, bestående av 250 krigsförband, 13.000 värnpliktiga, 1.000 anställda varav 600 på Bråvalla, och årligen utbildade 600–800 värnpliktiga. I samband med att flottiljen omskolades till Viggen-systemet tillfördes man flygsimulatorer för både SF/SH 37 och JA 37. Flottiljen fick därmed utprovningsansvar för systemen inom Flygvapnet.

### Internationell verksamhet
Under Tunnan-tiden kom flottiljen att bidra med flygförare, mekaniker och trupputbildare till 22. U.N. Fighter Squadron även känd som F 22 Kongo.

## Ingående enheter
| Beteckning                  | Namn                           | Aktiv     | Anmärkning               |
| --------------------------- | ------------------------------ | --------- | ------------------------ |
| 131. spaningsflygdivisionen | Martin Röd                     | 1947–1993 |                          |
| 132. jaktflygdivisionen     | Martin Blå                     | 1948–1993 |                          |
| 133. jaktflygdivisionen     | Martin Gul                     | 1948–1978 | Upplöst 1978             |
| G1                          | Luftförsvarssektor G1          | 1957–1965 | Uppgick 1965 i sektor O1 |
| O1                          | Luftförsvarssektor O1          | 1957–1981 | Uppgick 1981 i sektor O5 |
| 132. lvrbdiv                | Luftvärnsrobotdivisionen       | 1964–1974 | Namnändrad 1974          |
| 132. lvrbbat                | Luftvärnsrobotbataljonen       | 1974–1978 | Upplöst 1978             |
| FV UndS                     | Flygvapnets underrättelseskola | 1980–1994 |                          |

### 131.spaningsflygdivisionen
131. spaningsflygdivisionen eller Martin Röd var 1. divisionen vid flottiljen och bildades 1943 som en jaktflygdivision. De första åren beväpnades divisionen med jaktflygplanen J 11 och J 22. År 1946 hade de båda flygplanen avvecklats, och ersattes med 70 individer av J 28A Vampire. År 1951 började J 28A ersättas av den svenska J 29 Tunnan, vilken var i tjänst fram till 1961. Året innan hade flottiljen börjat omskolas till J 35 Draken. I samband med att F 11 avvecklades, kom Martin Röd att avvecklas som jaktdivision. I dess ställe kom divisionen att uppsättas den 1 oktober 1976 som en spaningsflygdivision, bestående av 115. spaningsflygdivisionen (Kalle Svart), och delar av 113. spaningsflygdivisionen (Sigurd Gul), från F 11. Detta då flottiljen övertog den spaningsroll som F 11 hade haft. Genom den nya rollen beväpnades divisionen 1976 med SH 37 Viggen, vilken kompletterades i april 1977 med SF 37 Viggen. Den 18 juni 1993 hölls en avskedsceremoni för 1. flygdivisionen och 1. stationskompaniet. Och 131. spaningsflygdivisionen (Martin Röd) överfördes till Skånska flygflottiljen (F 10), där den blev en del av 101. spaningsflygdivisionen (Johan Röd).

### 132.jaktflygdivisionen

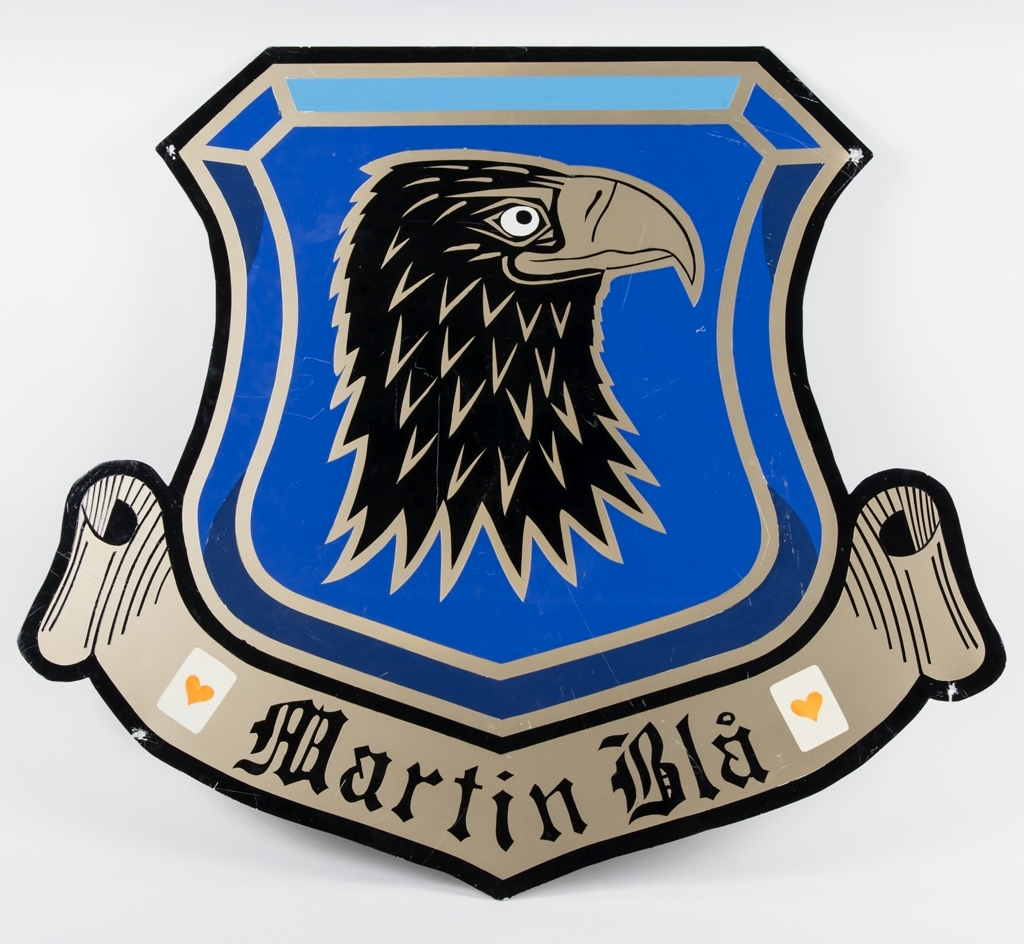
Divisionsemblem för Martin Blå.

132. jaktflygdivisionen eller Martin Blå var 2. divisionen vid flottiljen och bildades 1943 som en jaktflygdivision. Divisionen var precis som 1:a och 3:e divisionen en jaktflygdivision och beväpnad med J 11 och J 22 de första åren. Vilket följdes av J 28A, J 29 Tunnan och J 35 Draken. När Martin Röd omskolades till SF/SH 37 Viggen, kvarstod Martin Röd med Drakensystemet fram till 1980, då divisionen mottog sin första jaktviggen den 25 juni. Och blev med det den första divisionen i Flygvapnet som beväpnades med JA 37 Viggen. Efter inledande tekniska problem blev divisionen helt operativ i januari 1982. Den 24 juni 1993 hölls en avskedsceremoni för 2:a flygdivisionen och 2:a stationskompaniet. 132. jaktflygdivisionen (Martin Blå) överfördes till Blekinge flygflottilj (F 17), där den kom att tjänstgöra som 172. jaktflygdivisionen (Quintus Blå).

### 133.jaktflygdivisionen
133. jaktflygdivisionen eller Martin Gul var 3. divisionen vid flottiljen och bildades 1943 som en jaktflygdivision. Divisionen var precis som 1:a och 2:a divisionen beväpnad med J 11 och J 22 de första åren. Vilket följdes av J 28A, J 29 Tunnan och J 35 Draken. I samband med att Martin Röd omorganiserades till en spaningsflygdivision upplöstes Martin Gul 1978.

### F13 Gotland
F 13 Gotland (F 13G) var ett detachement till Bråvalla flygflottilj baserat på Gotland. Detachementet sattes upp 1956 på Visby flygplats i syfte för att svara för servicen av flygvapenanläggningarna på Gotland. Samma år anlades även en ny start- och landningsbana i asfalt. 1957 tilldelades F 13 Norrköping ansvaret för Gotlands luftförsvarssektor (G1). Sektorn kom dock 1965 att sammanslås med F 13:s andra sektor O1. 1981 bildade sektor O1 tillsammans med O5 en ny sektor, Sektor Mitt, vilken täckte hela mellansverige. Sektor Mitt leddes av F 16 i Uppsala, dock kvarstod fredsverksamheten på Gotland under F 13:s ansvar. Flygbasen kom senare i olika omgångar att anpassas för olika syften, 1965 till Bas 60, 1975 för JA 37 Viggen, 1992 till Bas 90 och 1995 för transportflygplan. I samband med den stora förbandsnedläggningen som skedde under 1990-talet och början av 2000-talet, kom detachementets huvudman att ändras ett flertal gånger. 1994 när F 13 i Norrköping avvecklades överfördes detachementet till F 16 Uppsala och fick benämningen F 16 Gotland. När Sedan F 16 Uppsala avvecklades 2003 genom försvarsbeslutet 2000, överfördes detachementet till F 17 Kallinge och fick namnet F 17 Gotland (F 17G).

### F13 Hannäs
F 13 Hannäs (F 13H) var ett detachement till Bråvalla flygflottilj baserat i Hannäs utanför Åtvidaberg, och utgjorde radargruppcentralen Rockan (Rrgc Rockan) inom luftförsvarssektor O1 S. Våren 1970 inleddes den operativa driften vid Rockan. Verksamheten vid Rockan avvecklades 2000.

### F13 Kolmården
F 13 Kolmården (F 13K) var ett detachement till Bråvalla flygflottilj baserat i Drömgruvan i Kolmården, och utgjorde radargruppcentralen Vesslan (Rrgc Vesslan) inom luftförsvarssektor O1 N. Våren 1970 inleddes den operativa driften vid Vesslan. Verksamheten vid Vesslan avvecklades 2000.

### F13 Malmen
F 13 Malmen (F 13M) var ett detachement till Bråvalla flygflottilj baserat på Malmslätt. I samband med försvarsbeslutet 1972 avvecklades Östgöta flygflottilj (F 3) den 30 juni 1974. Flottiljen som var en normalflottilj, bestod i början av 1970-talet av två flygdivisioner, en jaktdivision och en målflygenhet. Vidare var en jaktdivision och ett baskompani vakantsatta sedan den 1 juli 1967. Då flottiljen låg inom Bråvalla flygflottiljs luftförsvarssektor, beslutades det att F 13 skulle överta mobiliserings- och förvaltningsansvar. Den aktiva jaktdivisionen föreslogs först att omlokaliseras till Kalmar flygflottilj (F 12), men kom senare att tillföras till Blekinge flygflottilj (F 17). Ett år innan flottiljen avvecklades överfördes Flygvapnets Transportflygdivisionen från Svea flygkår (F 8) till F 3. Från den 1 juli 1974 organiserades Målflygdivisionen och Transportflygdivisionen på Malmslätt som ett detachement inom F 13 med benämningen F 13 Malmslätt (F 13M). Detachementet verkade sedan fram till att F 13 avvecklades 1994, då det överlämnades genom en ceremoni till F 16 den 18 juni 1993.

### F13 Tullinge
F 13 Tullinge (F 13T) var ett detachement till Bråvalla flygflottilj baserat på Södertörn, söder om Stockholm. Detachement utgjordes ursprungligen av radargruppcentralen Björnen (Rrgc Björnen) inom luftförsvarssektor O5 Syd, vilken överfördes i juni 1983 till Bråvalla flygflottiljs strilbataljon. Den operativa driften vid radargruppcentralen Björnen inleddes under andra hälften av 1960-talet, och var i operativ drift fram till december 1992. Från den 1 juli 1986 kom detachementet även omfatta Tullinge-etablissementet, det efter att Flygvapnets Södertörnsskolor, och Bråvalla flygflottilj tilldelades ansvaret att understödja Stridslednings- och luftbevakningsskolan (StrilS) på Tullinge. När Bråvalla flygflottilj avvecklades överfördes ansvaret temporärt till Upplands flygflottilj. StrilS lämnade Tullinge 1994, och den 30 juni 1995 lämnades etablissementet helt. Anläggningar som ej påverkade basens roll som krigsflygbas avyttrades.

### Flygvapnets underrättelseskola
Flygvapnets underrättelseskola (FV UndS) bildades den 1 juli 1973 i samband med att försvarets fototolkutbildning överfördes till Flygvapnet. Den 1 juli 1974 omlokaliserades skolan till Södermanlands flygflottilj (F 11). Den 1 juli 1980 omlokaliserades skolan tillsammans med Spanings- och underrättelsedetaljen vid Första flygeskadern (E 1) till Bråvalla. Lokalerna till enheterna stod färdiga i maj 1982 och fick namnet "37". Genom att F 13 avvecklades i samband med försvarsbeslutet 1992 kom skolan 1994 att överföras till Flygvapnets Uppsalaskolor (F 20). Genom försvarsbeslutet 1996 beslutades att skolan tillsammans med Arméns underrättelseskola och Försvarets tolkskola skulle avvecklas den 31 december 1997, och ersättas från 1 januari 1998 av Försvarsmaktens underrättelse- och säkerhetscentrum (FMUndSäkC) i Uppsala, vilka övertog uppgifterna samt ärvde traditionerna från de avvecklade skolorna.

### Robotdivisionen

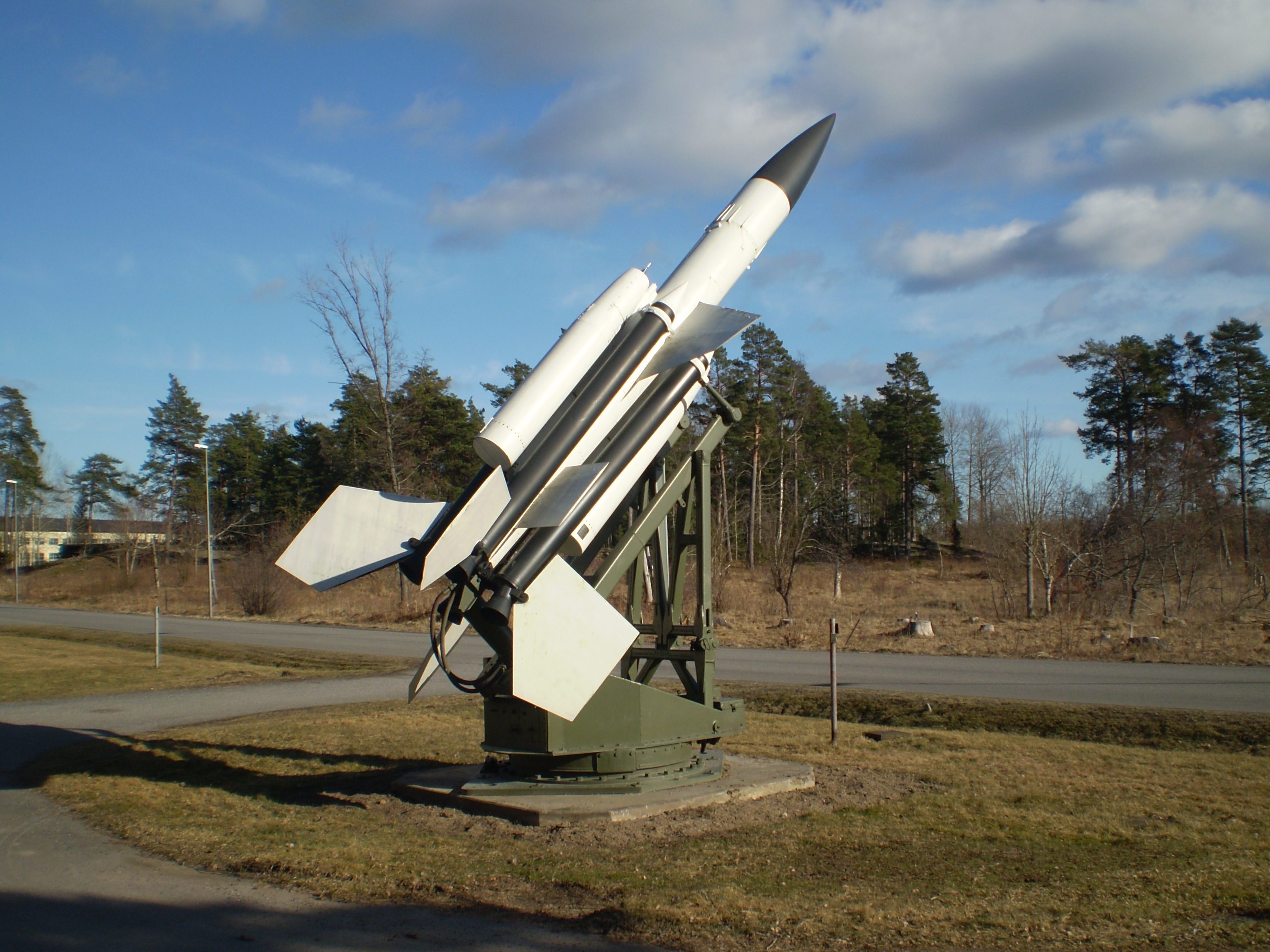
Robotsystem 68.

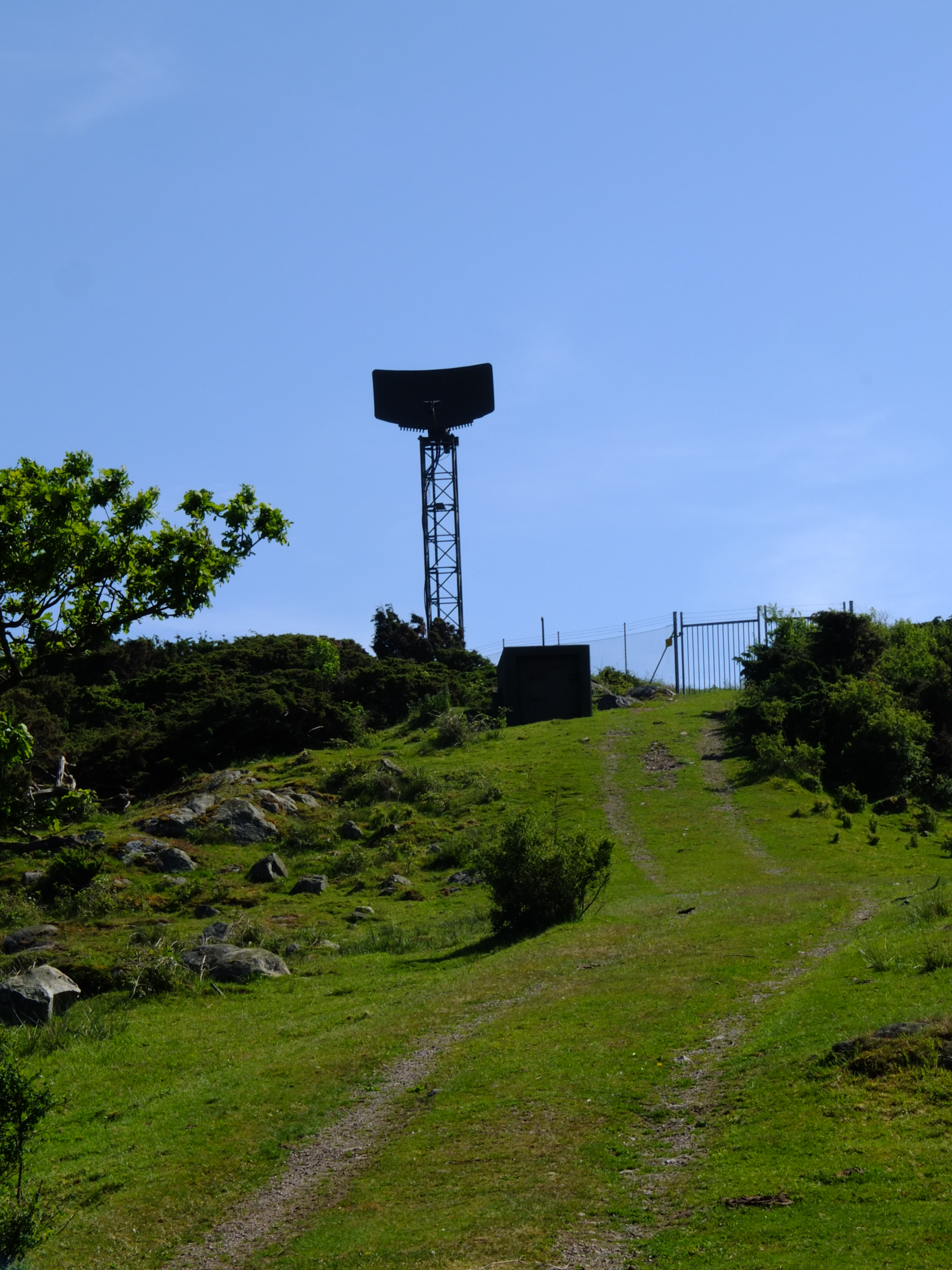
PS-870.

Luftvärnsrobotdivisioner (lvrbdiv) eller Luftvärnsrobotbataljon (lvrbbat) var ett förband vid flygflottiljen som verkade i olika former åren 1964–1978. I slutet av 1950-talet, antagligen i samband med försvarsbeslutet 1958, planerade försvaret att köpa in ett luftförsvarsrobotsystem. Som system valdes det brittiska Bloodhound Mk 1, och den första roboten köptes in september 1959 och utprovades både inom Flygvapnet vid Roslagens flygkår (F 2) och inom Armén vid Roslagens luftvärnskår (Lv 3). Systemet som fick den svenska benämningen Rb 65 kom aldrig i operativ drift, utan användes enbart för utprovning. År 1961 beställdes ett nytt system, Bloodhound Mk II, vilket hade en bättre prestanda, i bland annat räckvidden. Systemet börjades levereras 1963, och fick den svenska beteckningen Luftvärnsrobotsystem 68 (Rb 68), och placerades vid fem flottiljer, vilka tillsammans organiserade sex robotdivisioner. F 13 var en av flottiljerna som skulle sätta upp en robotdivision, vilket påbörjades provisoriskt den 27 januari 1964, och fyra år senare den 1 mars 1968 var den fullt organiserad. Genom Luftförsvarsutredningen 1967 kom själva robotsystemet att avvecklas och divisionen vid F 13 omorganiserades den 1 juli 1974 till luftvärnsrobotbataljon (lvrbbat). Den 9 juni 1978 hade man gravöl vid flottiljen inför avvecklingen av systemet samma år. Även om förbandet avvecklades, behölls radarn inom strilorganisationen som spaningsradar fram till att den nya radarn PS-860 togs i drift. Den 1 februari 1980 var flottiljens första 860-kompani omskolat och organiserat. PS-860 ersatte både flottiljens radarsystem PS-65 och PS-66. PS-860 kompletterades senare med PS-870. Som minne över Robotdivision vid F 13 bevarades en robot, vilken var uppställd framför Kamratföreningens lokal vid före detta Röd platta. Denna robot kom dock år 2004 att överlämnas till Robotmuseet i Arboga, där den nu återfinns i museets övriga samlingar av robotar.

### Sektorsansvar
År 1947 påbörjade flottiljen att bygga upp en jaktcentral i kanslihusets källare. På taket till en av jordkulehangarerna placerades flottiljens första radarstation. Den kom främst att användas som flygsäkerhetsradar, men kunde även bistå med luftbevakningsunderlag. På uppdrag av staben vid Tredje flygeskadern (E 3), kom en luftförsvarscentral att byggas 1949 i flottiljens gymnastikhall. Anläggningen var dock endast avsedd att användas som försöksanläggning. Försöket blev lyckat och början av 1950-talet fick F 13 i uppdrag att bemanna och utbilda en fungerande strilorganisation. När flottiljen började bygga upp sin strilorganisation tillfördes till en början amerikanskt överskottsmaterial. Flottiljen förfogade över en central på Bråvalla och ett utrymme i Oxelberget inne i Norrköping. I mitten/slutet av 1950-talet organiserades även en liknande anläggning på Gotland i en bunker i Tingstäde. När flottiljen fick sin första rörliga radar var det en radar som kunde användas både för stridsledning och luftbevakning. Radarn som stod på flygfältet i Bråvalla fick typbeteckningen PJ-21, P stod för pulsteknik, och J för jaktstridsledning.
F 13 ansvarade för två luftförsvarssektorer LFC Höken (O1) på fastlandet och LFC Tigern (G1) på Gotland. Till centralen på Gotland tillfördes radarsystemet PS-16 och som togs i bruk 1954. F 13 byggde även upp en luftbevakningsgruppcentral (lgc) i Kvarsebo, vilken även blev utprovningscentral både i starten och senare utvecklingsprocesser. I samband med Catalinaaffären kom radaranläggningen i Bråvalla att flyttas till Gotland, vilken senare ersattes av PJ-21 från F 10 i Ängelholm. År 1956 lämnades Oxelberget och verksamheten flyttades över till Kolmården där STRIL 50 togs i drift inom flottiljens luftförsvarssektorer år 1957, samtidigt blev F 13 en så kallad Sektorflottilj. Till Kolmården tillfördes även en radaranläggning av typ PJ-21 som även den stått på Bråvalla. Fram till 1966 bedrevs incidentberedskap för östra Sverige vid LFC Höken, men när Flygvapnet tog steget in i STRIL 60, kom incidentberedskap att flyttas över till LFC Puman (O5) i Bålsta, som då övertog ansvaret för hela Mellansverige. Den 1 juli 1981 slogs F 13:s sektorer O1 och G1 samman med F 16:s sektor O5, och där F 16 blev storsektorflottilj. F 13 återgick då till att bli en vanlig flottilj och dess sektorer ändrade därmed status och blev luftförsvarsundercentraler (lufc). Sektorerna delades i en fastlandsdel (O1V) och en Gotlandsdel (O1O). I maj 1991 flyttade strilenhetens stabsorganisation upp från underjorden och in i lokaler ovan jord i Bråvalla. 
År 1992 stängdes LFC Höken. Vid sidan om STRIL-verksamheten kom även flottiljen att stödja Östgöta kontrollcentral (ÖKC), en flygledningscentral vilken ansvarade för både civil och militär flygledning inom Östgöta terminalområde, vilket omfattade Östergötland och södra Södermanland. Terminalområdet sträckte sig i höjdled från 300 meter till 2900 meter, och inom terminalområdet betjänades flygtrafiken vid Bråvalla och Kungsängen i Norrköping, Saab och Malmen i Linköping och Skavsta i Nyköping. ÖKC var sedan år 1978 en del av Luftfartsverket, vilka från samma tid övertog all trafikledning av luftfart i Sverige under fredstid. Flygledarna och flygledarassistenter vid kontrollcentralen var civilanställda vid Luftfartsverket, och stöddes av värnpliktiga trafikledarbiträden från F 13.

## Förläggningar och övningsplatser

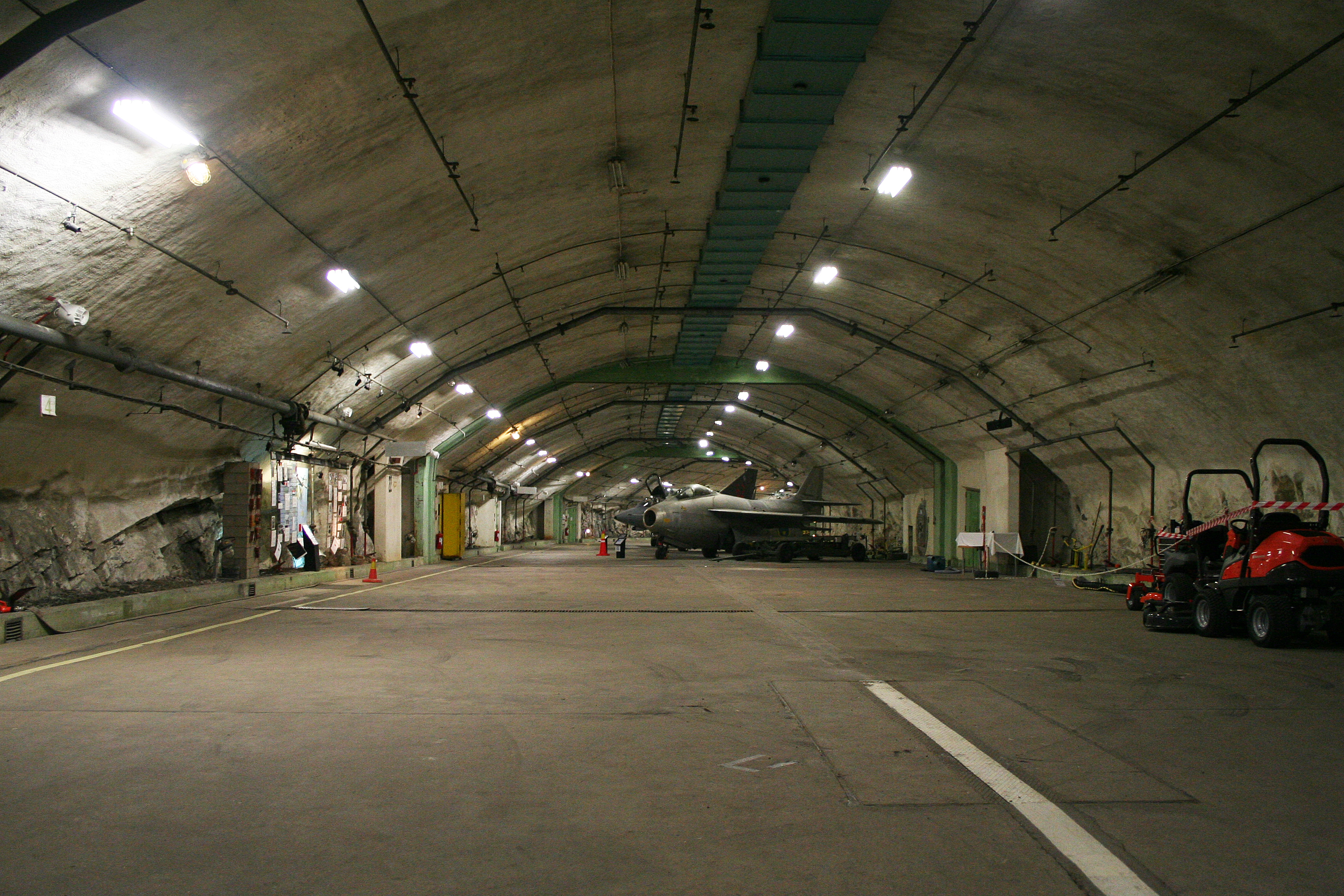
Huvudtunneln vid liknande berghangar vid Säve flygbas.

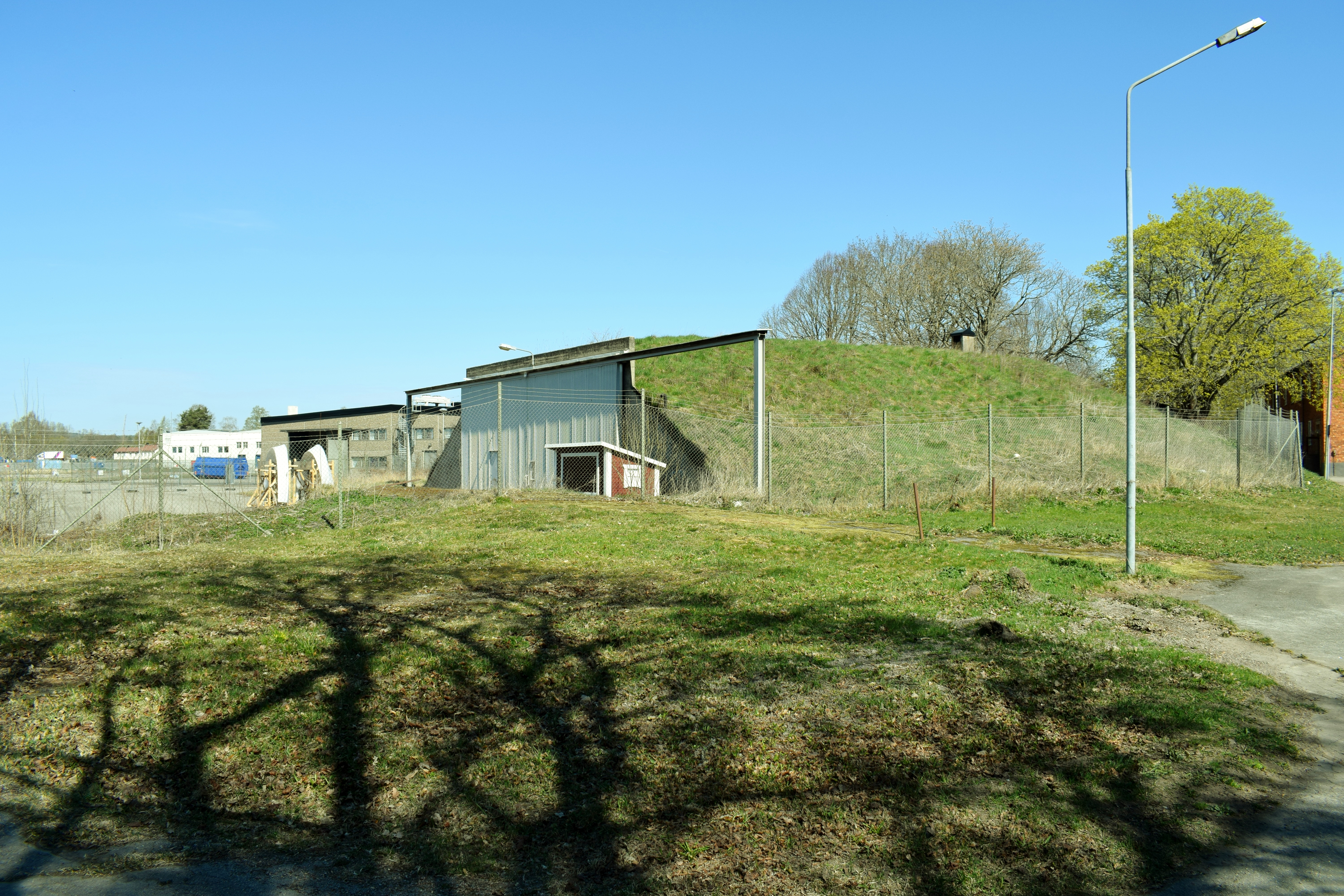
Jordkulehangar vid Bråvalla flygplats.

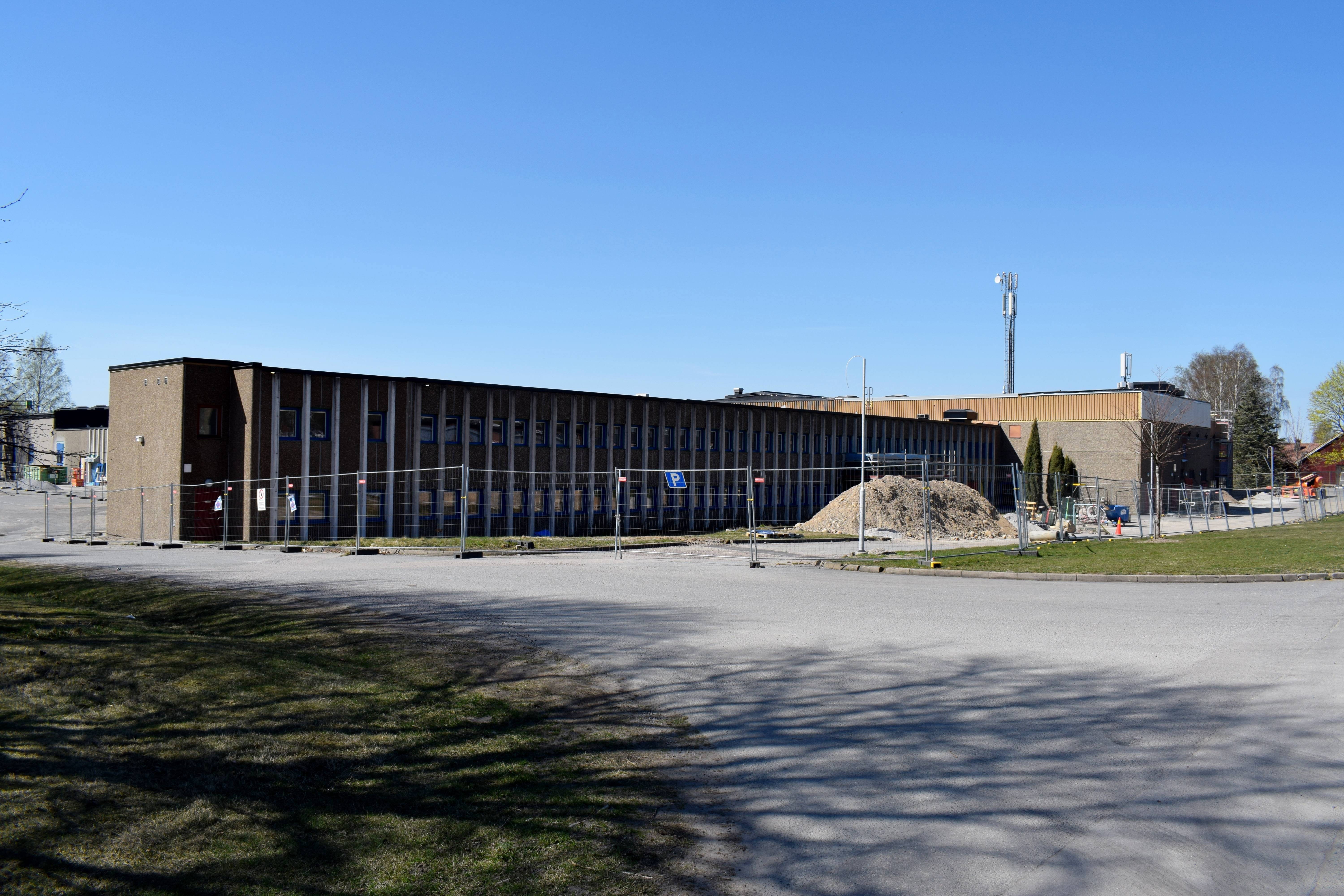
Flottiljverkstaden vid flygflottiljen.

Flygflottiljen inledde sin verksamhet den 1 juli 1943, men var samtidigt långt ifrån färdigställd. Arbetet med flottiljen påbörjades i juni 1942 och var klart i september 1943. Kanslihuset färdigställdes inte förrän 1945, vilket medförde att flottiljstaben under den första tiden var förlagd till Stora hotellet i centrala Norrköping. Några färdigställda rullbanor fanns ej heller, utan man fick använda sig av grässtråk på ett i stort sett fyrkantigt fält på 1000X1100 meter. När flygflottiljen avvecklades bestod flygplatsen av två rullbanor, vilka ligger i 90 graders vinkel till varandra, i ett kryss. Efter att flottiljen lades ner kom rullbannorna vara öppna fram till 2002. Då bana 15/33 stängdes och båda banorna är sedan dess markerad som kryssad bana, vilket markerar från luften att den är stängd. Efter att flottiljen avvecklades, övergick från den 1 juli 1994 hela kasernområdet till Norrköpings kommun, medan hangarer och flygfält övergick till ett detachement till Blekinge flygflottilj (F 17) i Kallinge. Fram till 1999 fanns det kvar en bastropp på flygfältet, vilken hade i uppgift att betjäna landande flygplan, samt att hålla basen i ett bra skick. Efter att bastroppen försvann, kom flygfältet att betjänas under ett par år av markorganisationen i Linköping. Detta endast vid de tillfällen som det förekom övningar vid flygfältet. Fram till 2000 var den militära delen av flottiljen ett flygvapenspecifikt förråd. Från 2002 är flygplatsen stängd och blev förrådsplats för hela Försvarsmakten, då gammal och övertaligt materiel samlades på flygfältet till försäljning. Bland annat såldes och skänktes bort uppåt 22 000 fordon  någonting som setts som tveksamt ur miljösynpunkt. Fortifikationsverket hade planer på att avveckla området under 2009. Delar av flygplatsen används fortfarande som förråd, och tillhör Försvarsmaktens logistik. På de delar som tillhör kommunen arrangeras åren 2013–2017 Bråvalla festival.

### Hangarer
F 13 var en av fem flottiljer där berghangaranläggningar byggdes. Under början av 1950-talet påbörjades byggnationen av berghangaren, vilken byggde på 1948 års utbyggnadsplan. I planen för Norrköping visade det sig att ett berg närmre bansystemet var av bättre kvalitet än vad man förmodat. I det först föreslagna berget byggdes istället några år senare luftförsvarscentralen LFC O1 "Höken". Berghangarerna i Sverige stod alla färdiga att tas i bruk år 1959. Berghangaren vid F 13 var från början anpassad till att rymma 65 flygplan. Under 1960-talet modifierades berghangaren för att kunna rymma J 35 Draken och senare JA 37 Viggen. Under 1987-89 modifierades berghangaren en tredje gång, då för att anpassa den till JAS 39 Gripen, som flottiljen planerade att ombeväpnas till. Anpassningen av hangaren var helt färdig år 1991. Då flottiljen avvecklades tre år senare upphörde freds- och krigsanvändningen av berghangaren. Istället kom Flygvapnet att förrådsställa övertaliga stridsflygplan och senare förråd för hela Försvarsmakten. Berghangaren i sig är helt nedsänkt från markytan, och har två 300–500 meter långa lutande uppfartstunnlar, vilka är sammankopplade med huvudtunneln, vilken är hästskoformad. Längst ned i huvudtunneln finns ett antal sidotunnlar. Totalt är anläggningen på cirka 22.000-24.000 m2. Utöver berghangaren anlades en betonghangar med förstärkta hangarportar, 1978 anlades en ny flottiljverkstad, vilken var anpassad till Viggen-systemet och 1982 anlades en ny servicehangar.

## Heraldik och traditioner
Flottiljemblemet bestod av Norrköpings vapen som ibland applicerades framför förarplatsen på båda sidor av flygplanskroppen. Det första utförandet av vapnet var lånat från Norrköpings Spårvägar där dekalerna ursprungligen var framtagna för att användas på spårvagnar. År 1968 infördes ett runt emblem som inte påminde om något annat flottiljvapen inom flygvapnet. Efter att Östgöta flygflottilj (F 3) i Malmslätt avvecklades sommaren 1974, kom dess traditioner överföras till F 13. Samma sak gällde även när F 11 i Nyköping avvecklades sommaren 1980. Den 4 april 1986 antogs och fastställdes "Nordiska spelen" (Rydberg) som förbandsmarsch. Förbandsmarschen ärvdes från Livgrenadjärregementet (I 4), vilka åren 1929–1933 använt den som förbandsmarsch och som fastställde den genom en pristävling 1928. När F 13 avvecklades 1994 blev F 16 i Uppsala traditionsbärare för F 13 och de flottiljer som F 13 varit traditionsbärare för. I samband med försvarsbeslutet 2000 beslutades om en avveckling av F 16 2003. Genom denna avveckling överfördes F 16 och dess traditionsansvar 2004 till F 17 i Kallinge, vilka senare överförde dem till Luftstridsskolan i Uppsala.
- Den 14 juni 1993 hölls en ceremoni genom överlämning av F 13G till F 16.
- Den 18 juni 1993 hölls en ceremoni genom överlämning av F 13M till F 16.
- Den 18 juni 1993 hölls en ceremoni genom överlämning av F 13 STRIL-enhet till F 16/FKM
- Den 18 juni 1993 hölls en avskedsceremoni för 1. divisionen, 1. stationskompaniet och underrättelseplutonen.
- Den 22 juni 1993 halades divisionsflaggan för spaningsdivisionen och den sista spaningsviggen lämnar flottiljen.
- Den 24 juni 1993 hölls en avskedsceremoni för 2. divisionen, 2. stationskompaniet, väderavdelningen och helikoptergruppen.
- Den 30 juni 1993 hölls en avskedsceremoni genom den sista flygningen i F 13:s regi, då Major Jerry Pousette lämnar flottiljen med Martin 46.
- Den 30 juni 1994 hölls en avvecklingsceremoni över avveckling av flottiljen.
- Den 30 juni 2014 hölls en minnesceremoni av Kamratföreningen över avveckling av flottiljen.

### Kamratförening

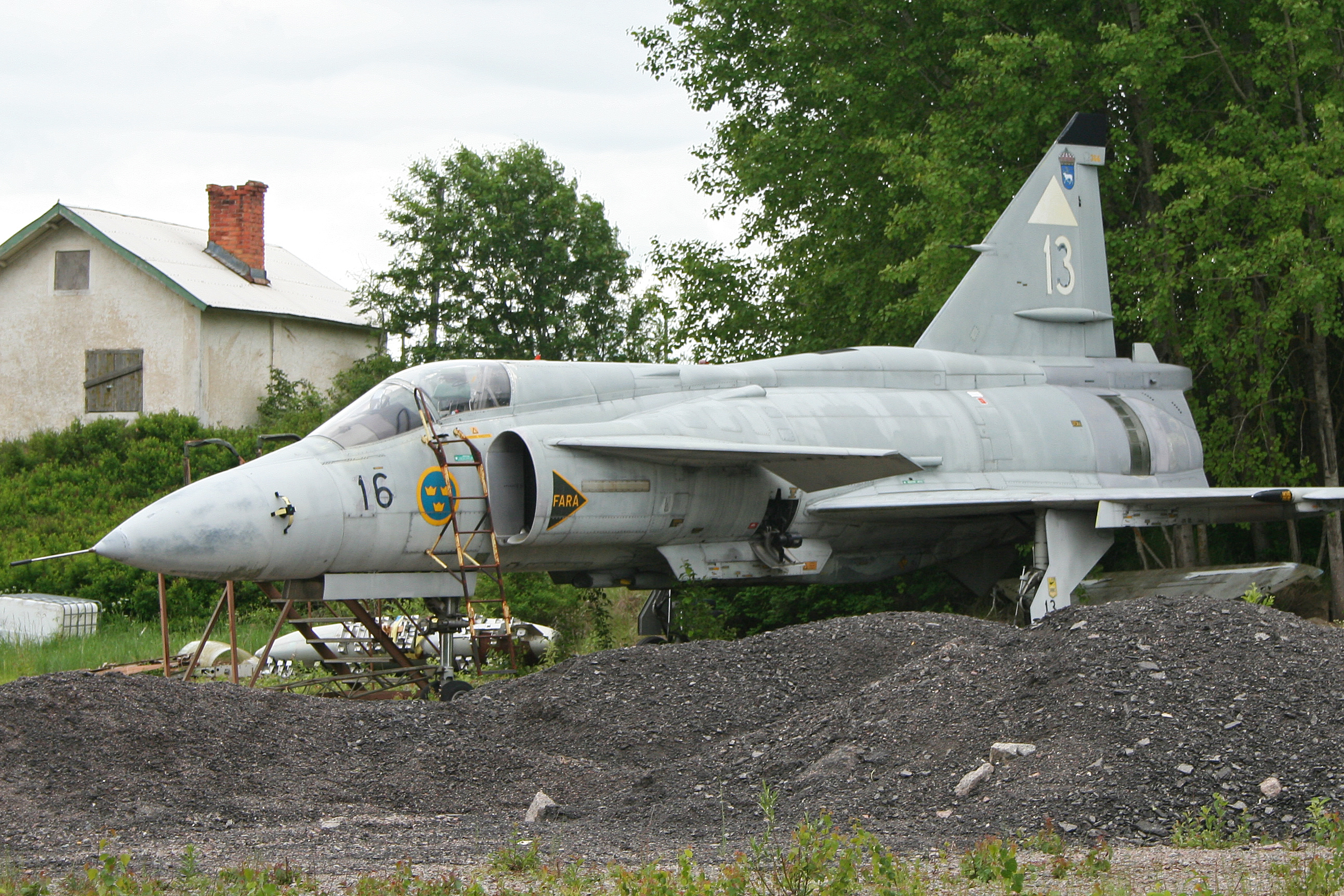
JA 37 S/N 37366.

Den 13 juni 1985 bildades en kamratförening vid flottiljen, F 13 kamratförening. Föreningens första ordförande var dåvarande flottiljchefen Börje Björkholm. Föreningens syfte är bland annat att bevara och främja flottiljens minne och historia. I mars 2013 väckte föreningen med ordföranden Håkan Fredriksson och flyghistorikern Nicklas Lennartsson som initiativtagare en idé om en permanent utställning om jaktflygets tid i Norrköping. Som plats för utställningen vill man disponera en hangar som Norrköpings kommun äger på flottiljområdet. I utställningen vill man bland annat visa en JA 37 Viggen med tillhörande utrustning och en flygsimulator. Det flygplan som föreningen hoppas kunna ställa ut är en JA 37 Viggen (S/N 37366), och stod 2014 magasinerat på Linköpings flygplats. Flygplanet skulle destrueras om föreningen inte lämnat klartecken till Flygvapenmuseet senast 2014, gällande tillgång till en lokal för inomhusförvaring. Tidigt december 2014 meddelades att ett avtal mellan Norrköpings kommun och Kamratföreningen var tecknat, och med det JA 37 37366 tryggad. Utställningen om F 13 Bråvalla och jaktflyget i Norrköping skall stå klar senast år 2017. Under sommaren 2015 återställde kamratförening den hangar som man tilldelats av kommunen, och som i framtiden kommer visa jaktflygets tid i Norrköping. Efter att Försvarsmaktens Halmstadsgrupp, demonterat individen på Saab i Linköping, fraktades flygplanskroppen till Norrköping den 23 september 2015. I Norrköping kom den att återställas till utställningsobjekt av F 13 Kamratförening.

## Materiel vid förbandet
Under den tid som F 13 verkade som aktiv flottilj var den en av Flygvapnets främsta flottiljer, i den meningen att den tillfördes nya flygplanssystem först, dessa var J 29 Tunnan, J 35 Draken och JA 37 Viggen. Flottiljen var även tänkt att bli en av de första att beväpnas med JAS 39 Gripen.
| Huvudtyper - 1943–1944: J 11 - 1944–1947: J 22 - 1946–1952: J 28A Vampire - 1951–1961: J 29F Tunnan - 1960–1980: J 35 Draken - 1976–1993: SF 37 Viggen - 1976–1993: SH 37 Viggen - 1980–1993: JA 37 Viggen | Övriga typer - 1974–1994: J 32B Lansen - 1991–1994: Hkp 9 |

## Förbandschefer
Flottilj- och sektorflottiljchefer

Åren 1943–1977 titulerades chefen "flottiljchef" och den tiden tjänstegraden överstelöjtnant. Från 1951 fick flottiljchefen vid F 13 tjänstegraden överste. Åren 1977–1981 hade flottiljchefen titeln "sektorflottiljchef". Sektorflottiljchefen hade tjänstegraden överste av 1:a graden. Åren 1981–1994 titulerades chefen återigen "flottiljchef" och från 1991 hade tjänstegraden överste.

- 1943–1947: Lage Thunberg
- 1947–1948: Grels Naeslund
- 1948–1950: Ante Söderlindh
- 1950–1959: Frank Cervell
- 1959–1964: Nils-Magnus von Arbin
- 1964–1966: Hans Neij
- 1966–1966: Gunnar Rissler
- 1966–1979: Carl Norberg
- 1980–1984: Kurt Hagerström
- 1984–1987: Börje Björkholm
- 1987–1991: Hermann Schulz
- 1991–1994: Göte Pudas

Ställföreträdande sektorflottiljchefer och tillika flottiljchefer

För att avlasta sektorflottiljchefen tillfördes 1977 en ställföreträdande sektorflottiljchef. Dennes uppgift var att leda förbandsproduktionen, en uppgift i stort lika med den gamle flottiljchefens. Därav titulerades även han som "flottiljchef". Den ställföreträdande sektorflottiljchefen hade graden överste. Den 30 juni 1981 utgick befattningen ställföreträdande sektorflottiljchef.

- 1977–1979: Bengt Lönnbom
- 1979–1981: Stig Abrahamsson

## Namn, beteckning och förläggningsort
| Kungl. Bråvalla flygflottilj | 1943-07-01 | – | 1974-12-31 |
| Bråvalla flygflottilj        | 1975-01-01 | – | 1994-06-30 |

| F 13       | 1943       | – | 1957-09-30 |
| F 13/Se O1 | 1957-10-01 | – | 1981-06-30 |
| F 13/Se G1 | 1957-10-01 | – | 1965-??-?? |
| F 13       | 1981-07-01 | – | 1994-06-30 |

| Norrköpings garnison/Bråvalla flygplats (F) | 1943-07-01 | – | 1994-06-30 |
| Gotland (D)                                 | 1957-??-?? | – | 1993-06-30 |
| Malmslätt (D)                               | 1974-07-01 | – | 1993-06-30 |
| Eskilstunabasen (B)                         | 1982       | – | 1994-06-30 |
| Tullinge (D)                                | 1986-??-?? | – | 1994-06-30 |
| Ågelsjön (Ö)                                | 19??-??-?? | – | 1994-06-30 |
| Granholmen i sjön Glan (Ö)                  | 19??-??-?? | – | 1994-06-30 |

## Galleri

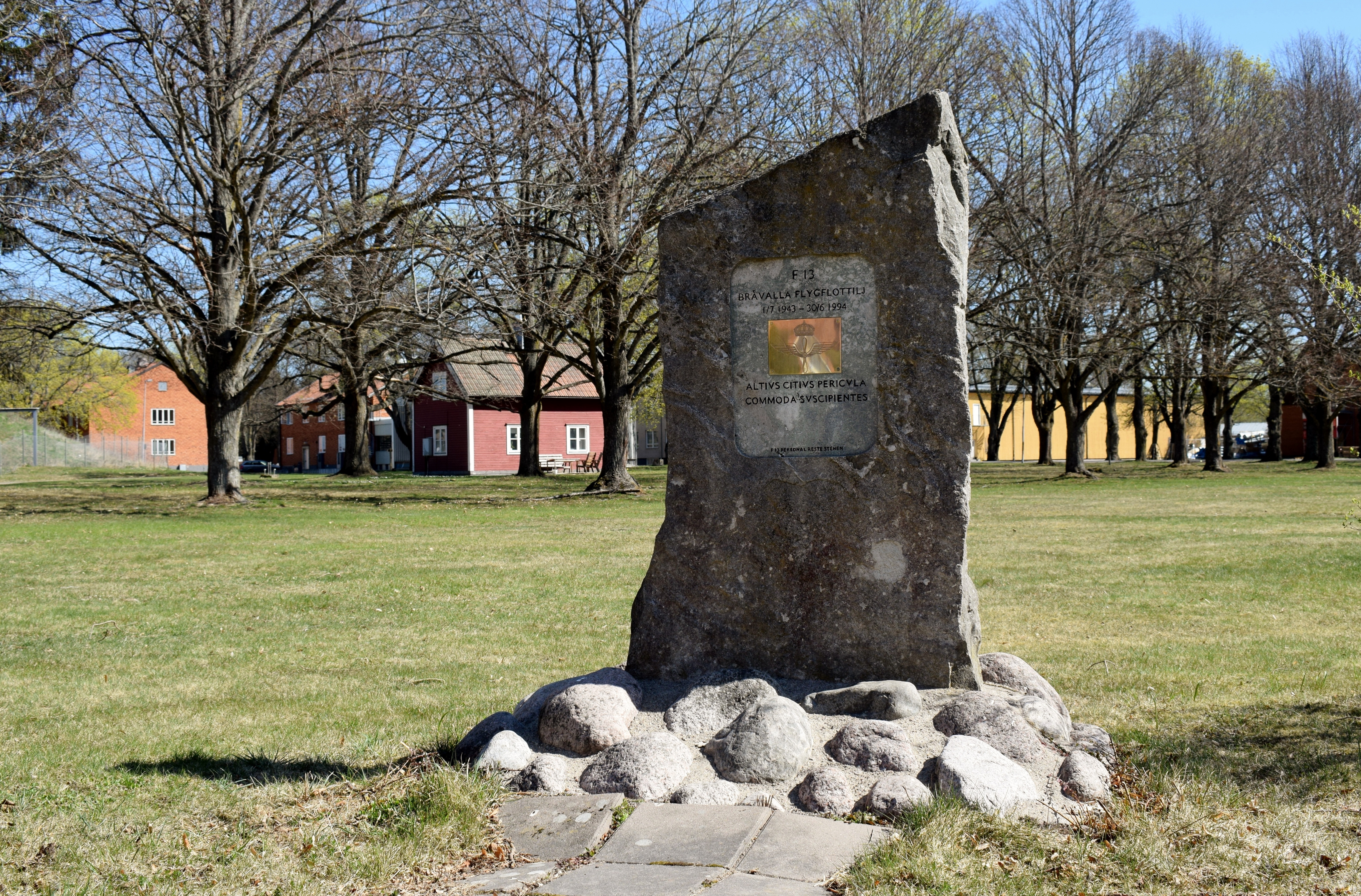
Minnessten över flygflottiljen.
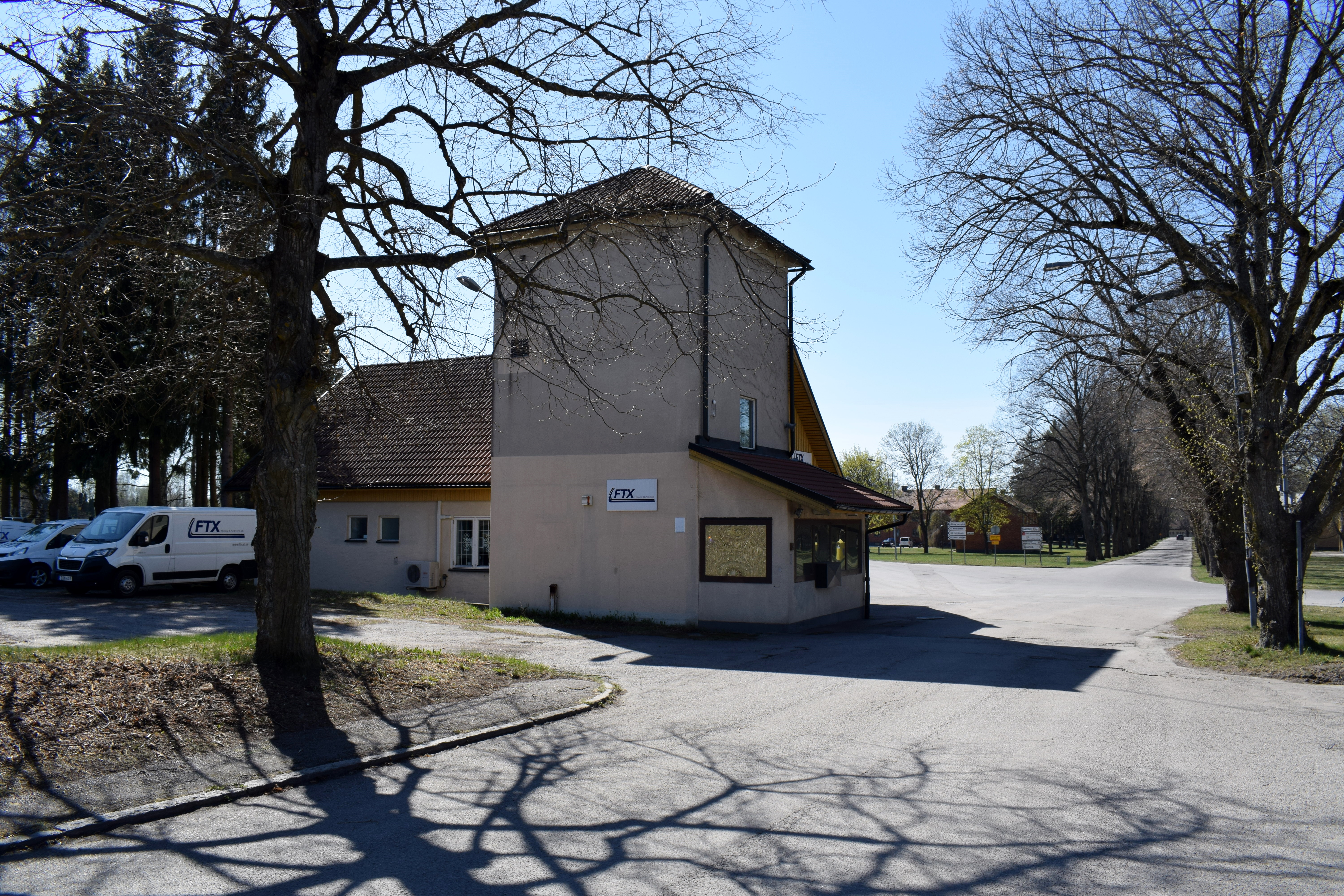
Flottiljvakten vid flygflottiljen.
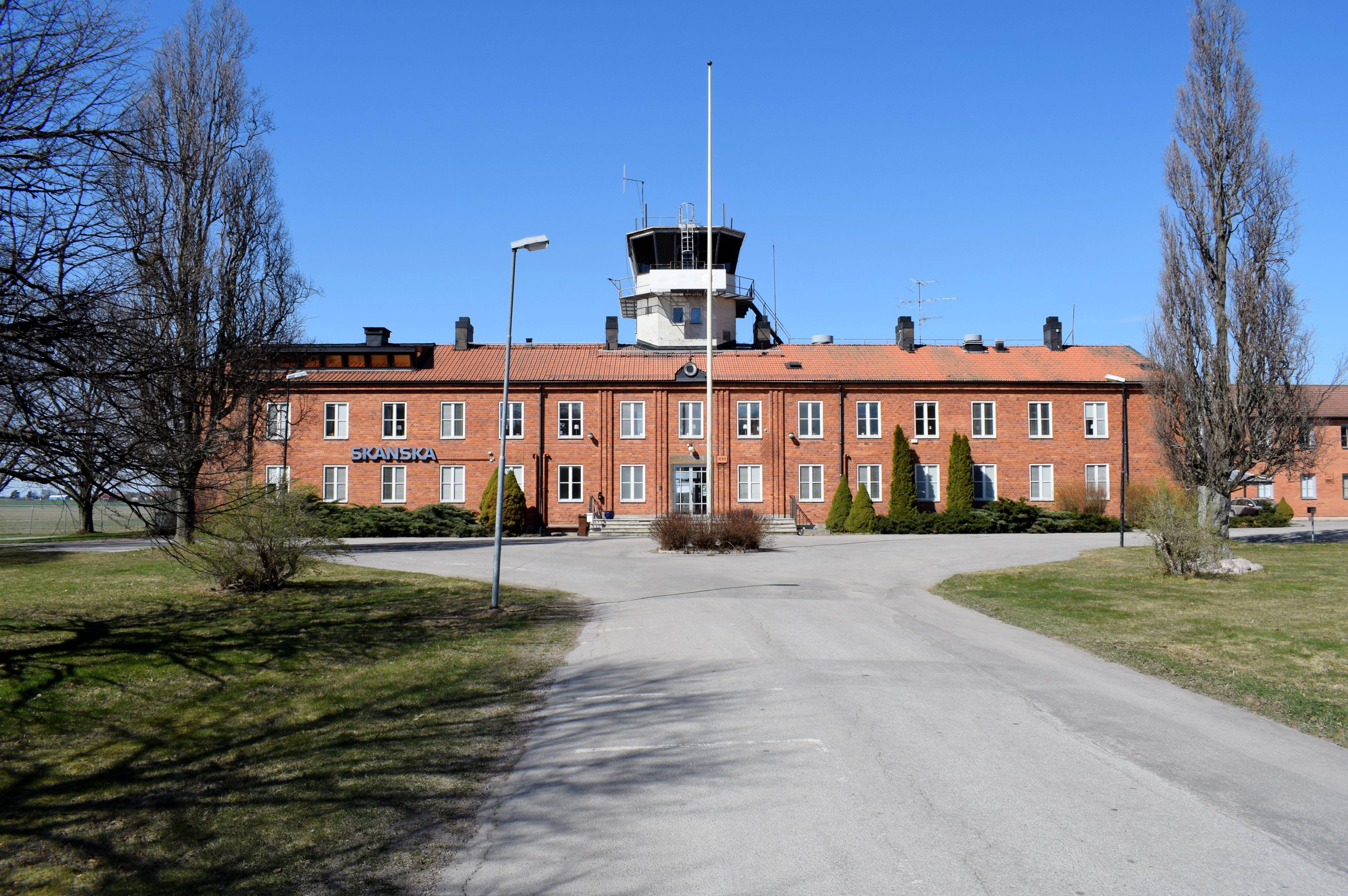
Kanslihuset med trafikledartorn vid flygflottiljen.
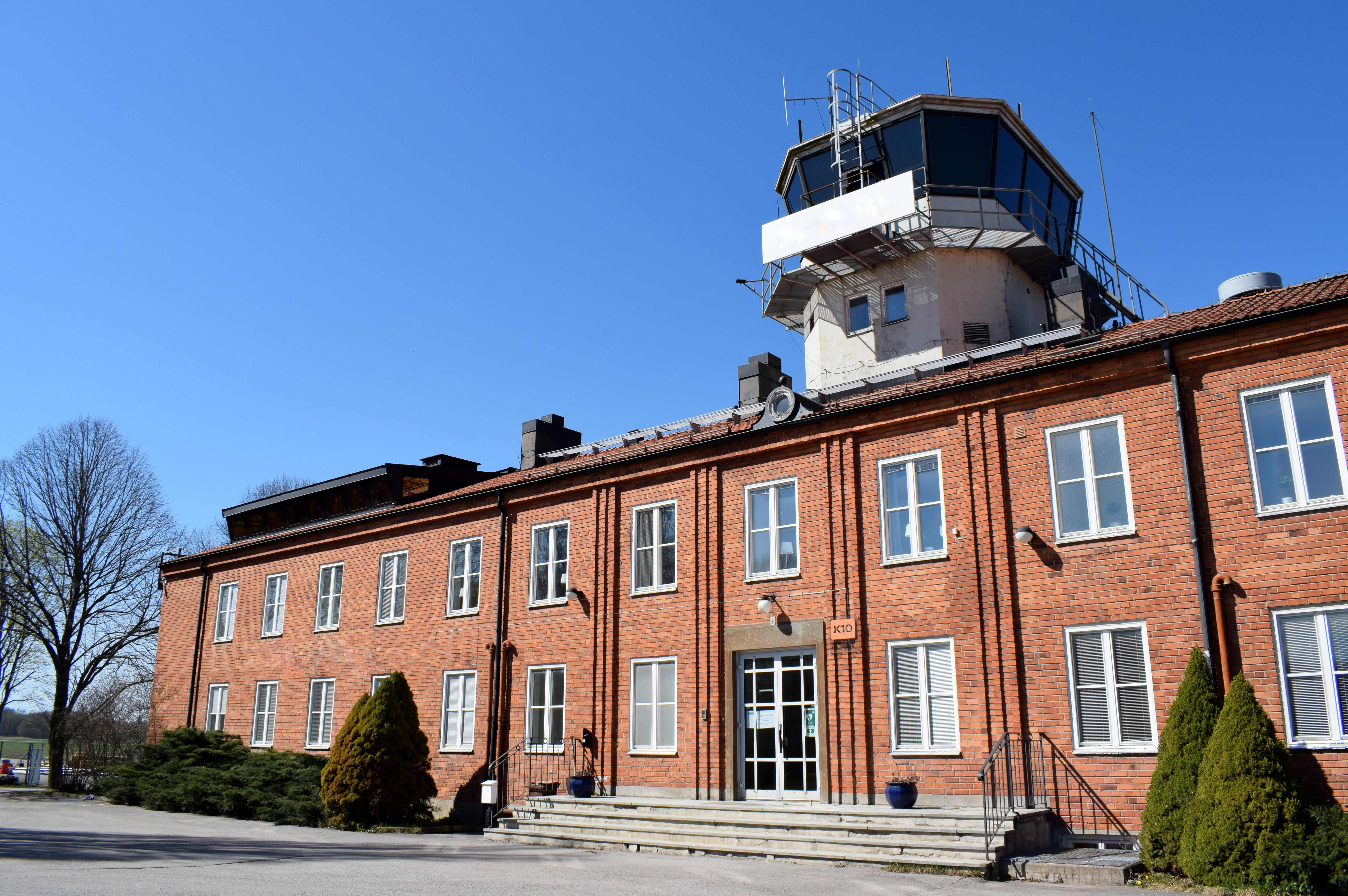
Kanslihuset med trafikledartorn vid flygflottiljen.
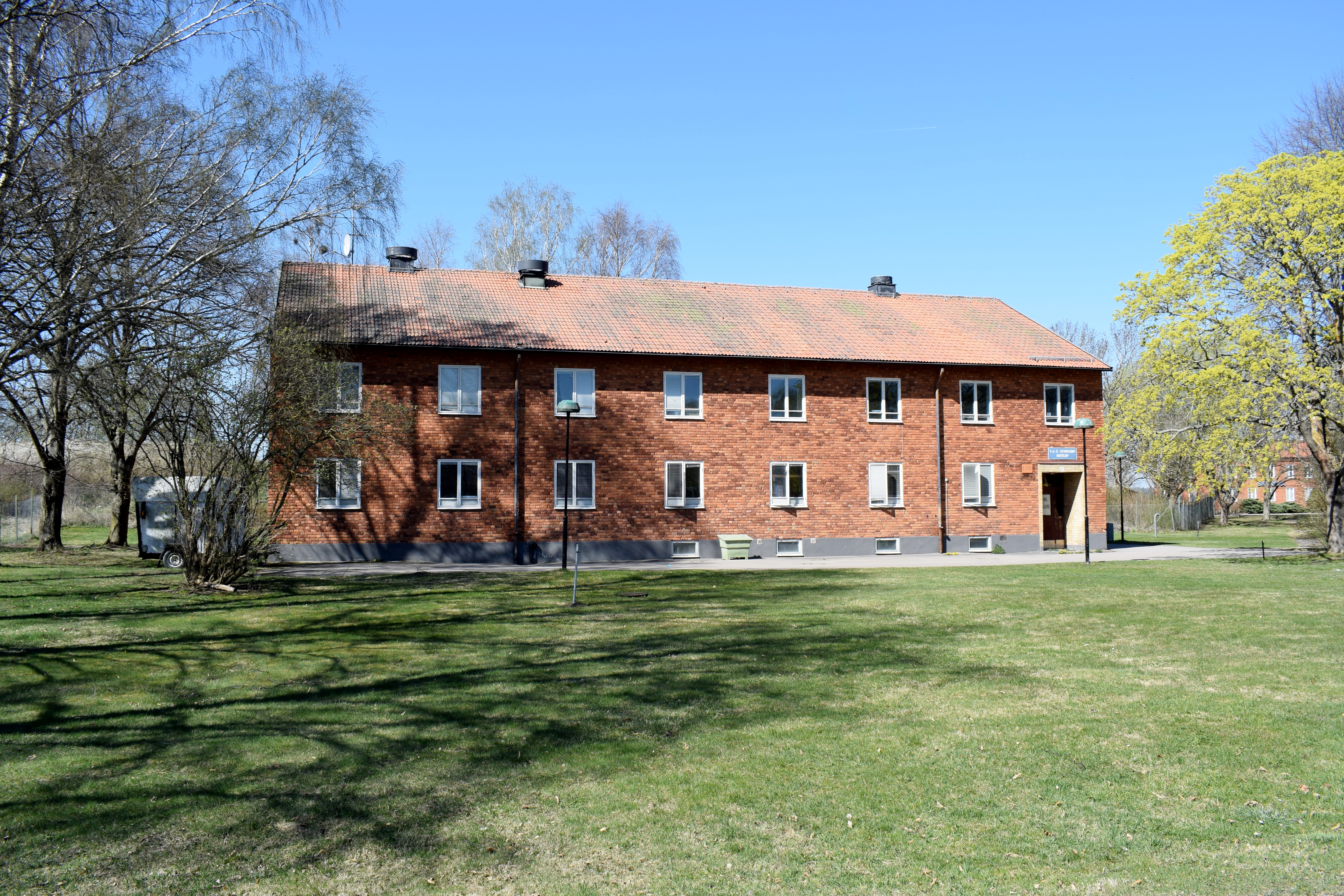
Bataljonstabsexpedition vid flygflottiljen.
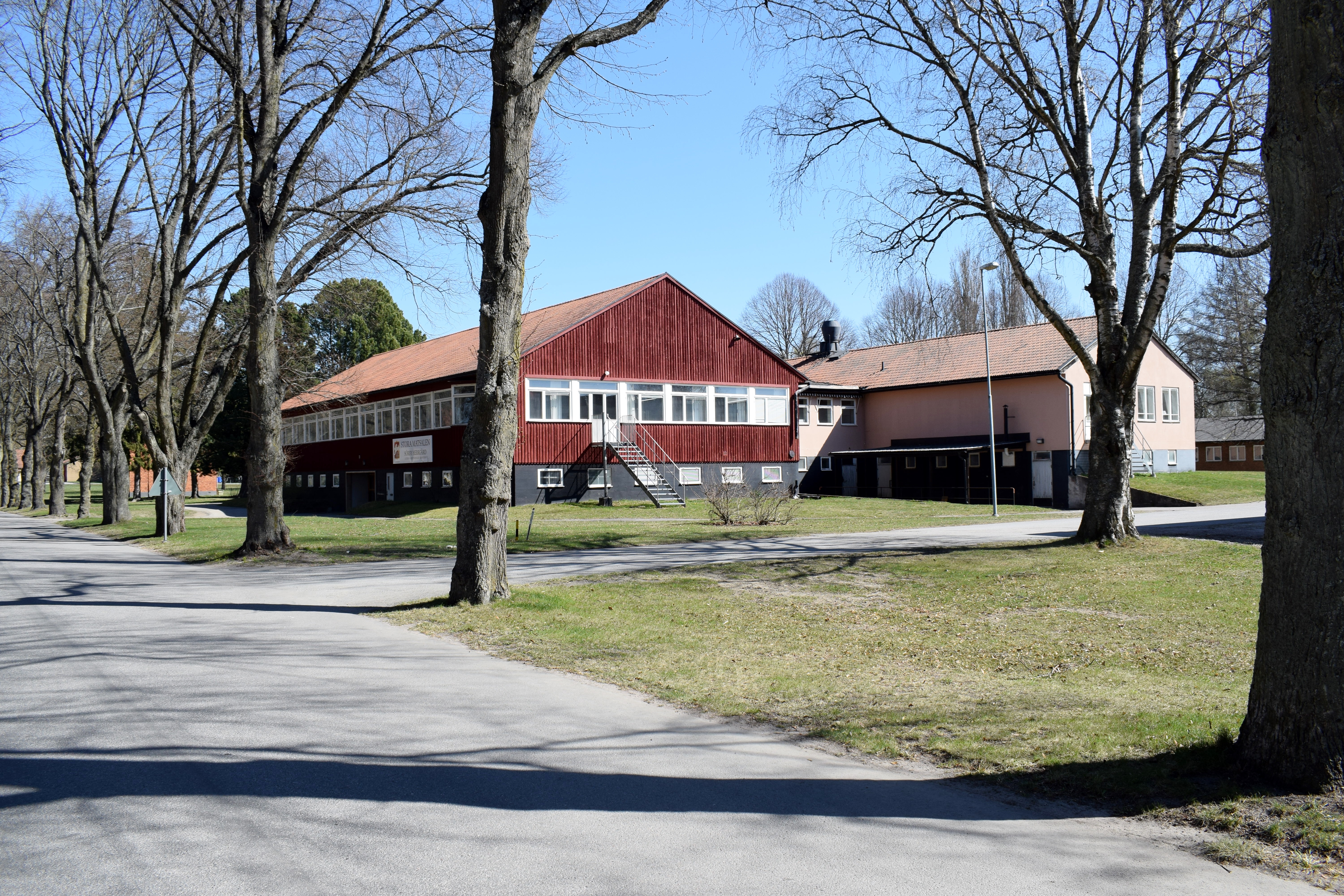
Matsalsbyggnad vid flygflottiljen.
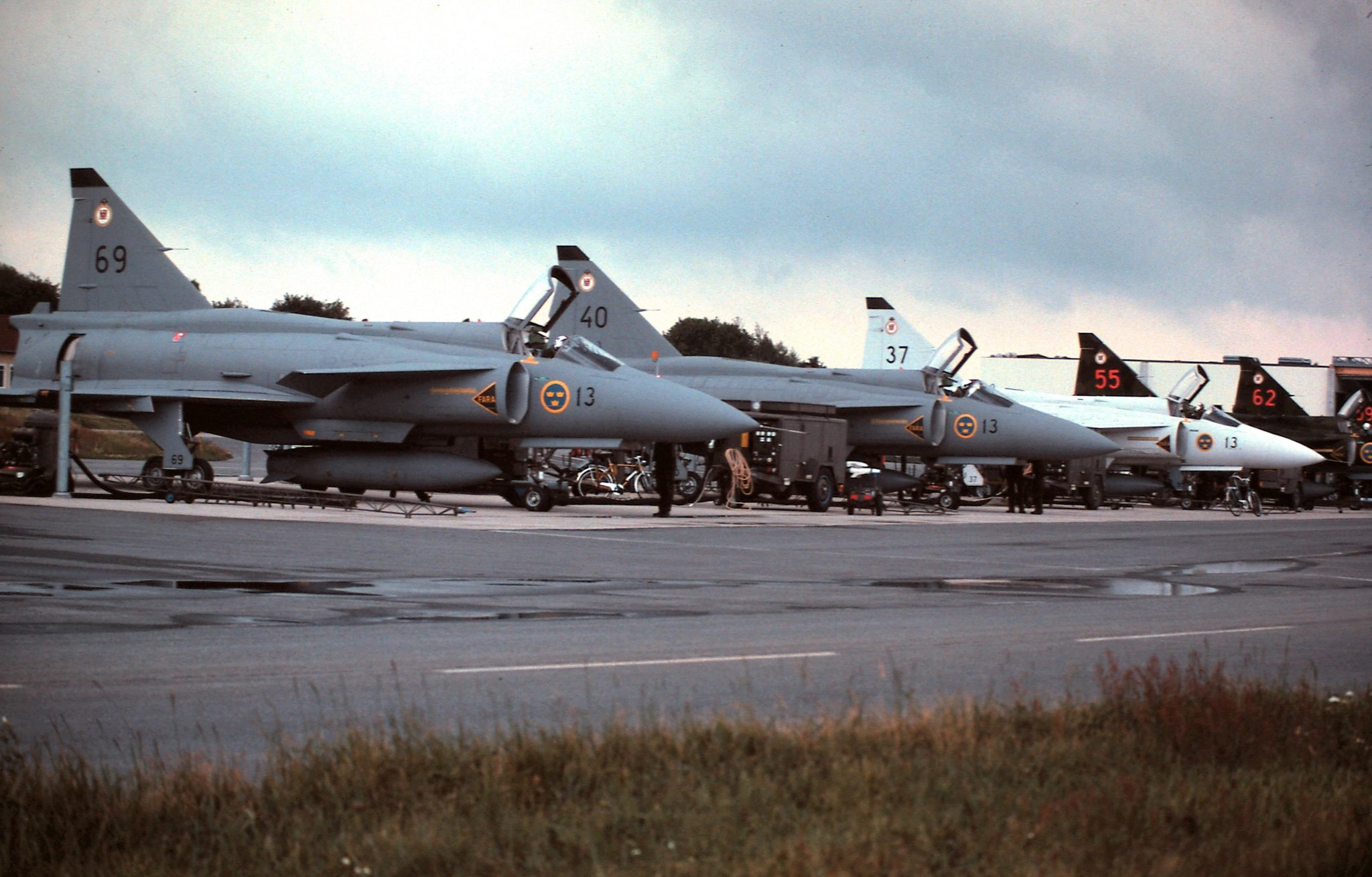
JA 37 Viggen vid F 13 tidigt 1980-tal.
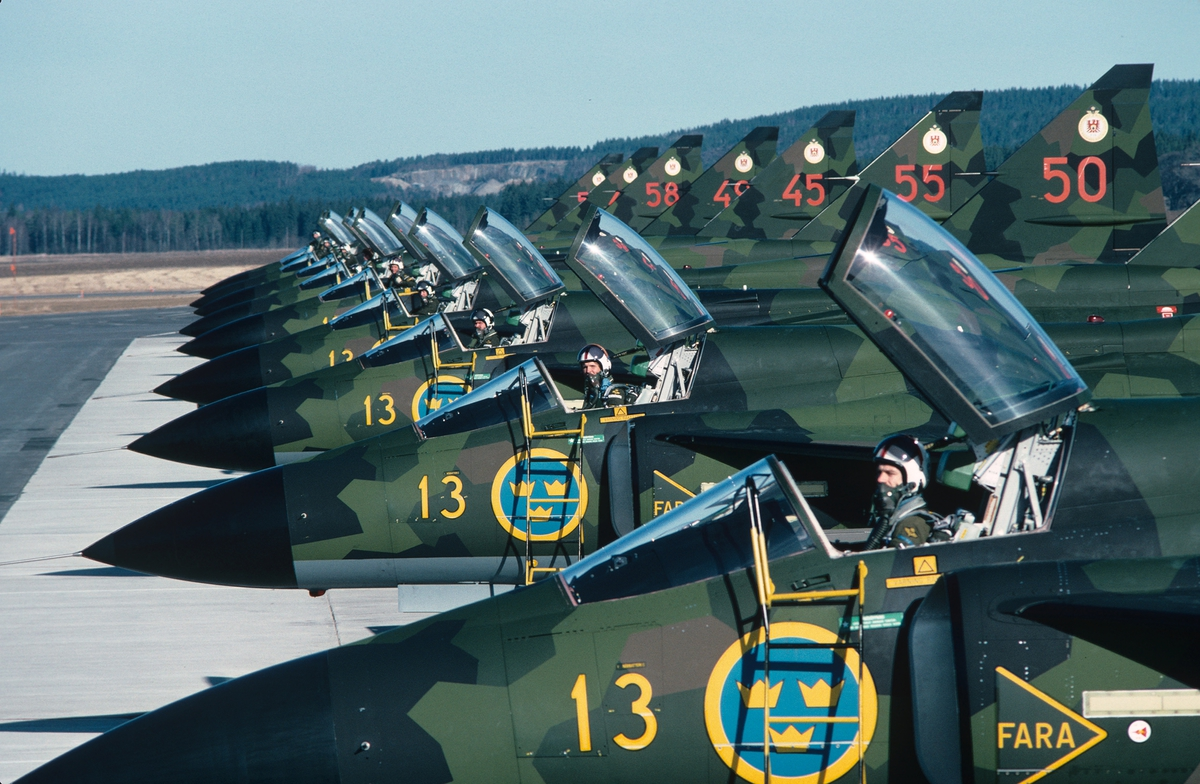
Flygare ur 132. jaktflygdivisionen.
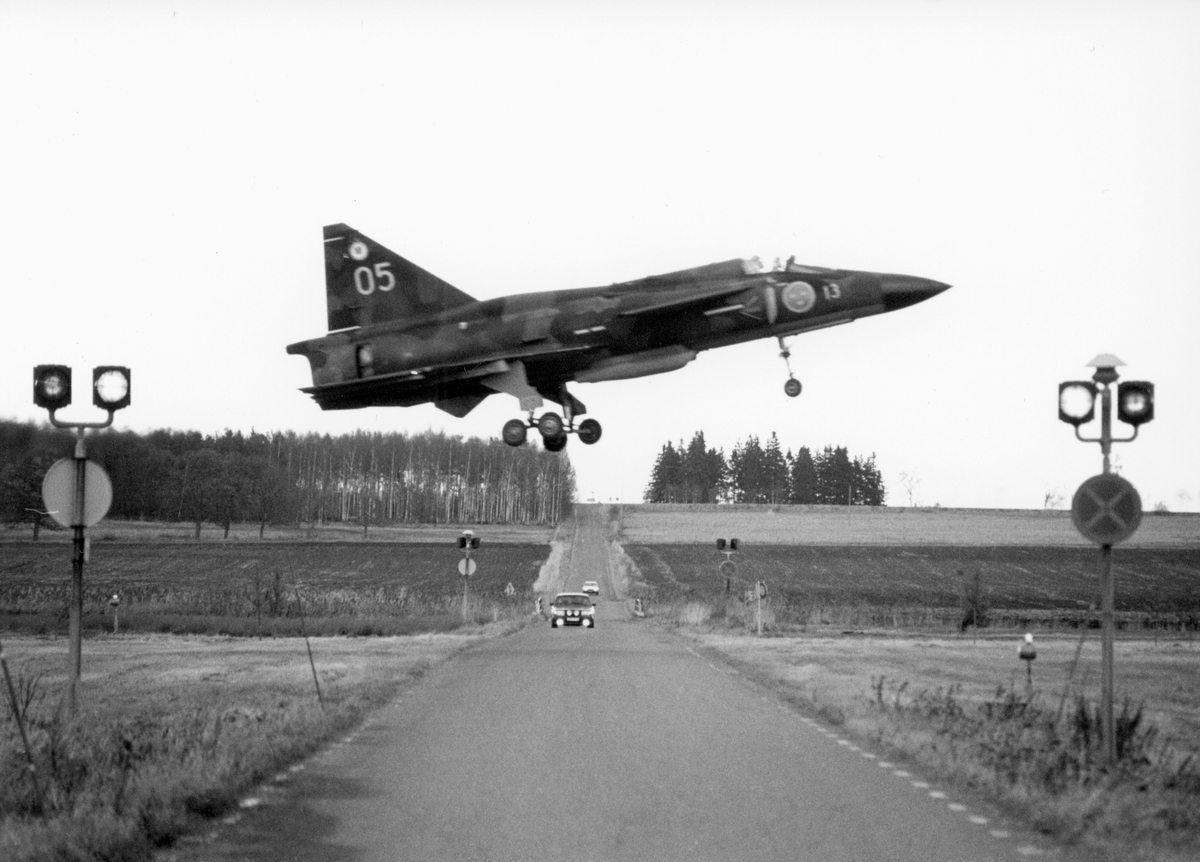
SH 37 ur 131. spaningsflygdivisionen.
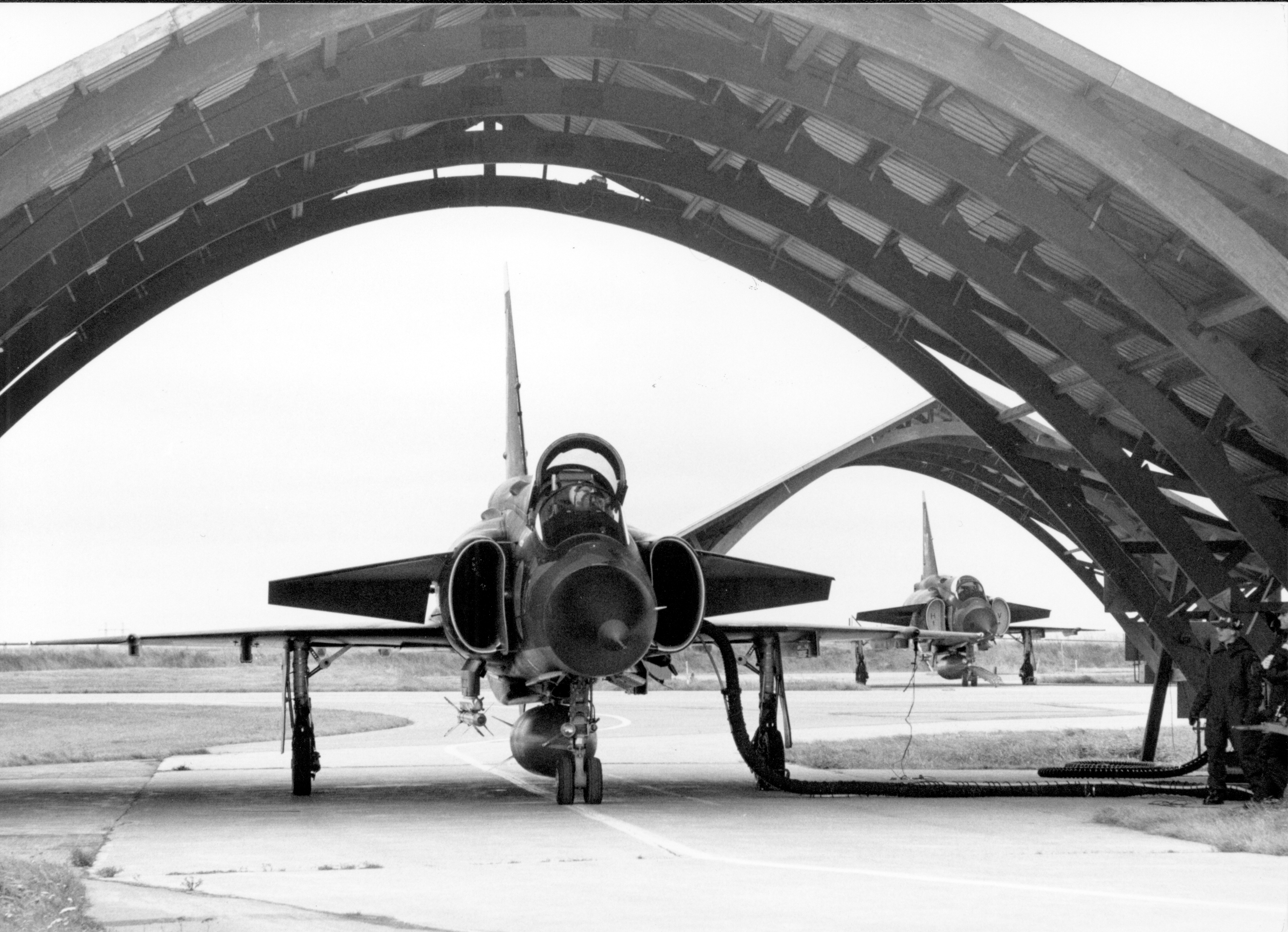
Klargöring av två flygplan JA 37 Viggen